# Petromarula pinnata
Petromarula pinnata là loài thực vật có hoa trong họ Hoa chuông. Loài này được (L.) A.DC. miêu tả khoa học đầu tiên năm 1830.